# 埃德蒙·A·沃尔什

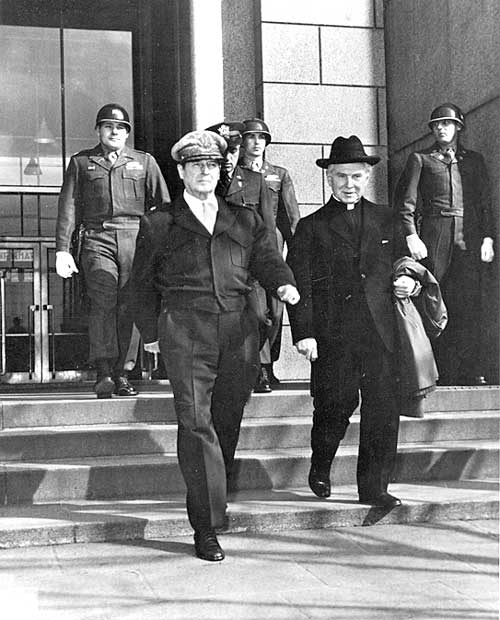
1948年日本东京，沃尔什神父与麦克阿瑟元帥

埃德蒙·阿洛伊修斯·沃尔什（英語：Edmund Aloysius Walsh，1885年10月10日—1956年10月31日），美国學者，天主教司铎、耶稣会修道士、地缘政治学教授，乔治城大学埃德蒙·A·沃尔什外事学院創辦人。1919年，沃尔什创建外交学院，比美国政府成立正式的外交机构，还要早六年时间。